# Hôtel de ville de Graz

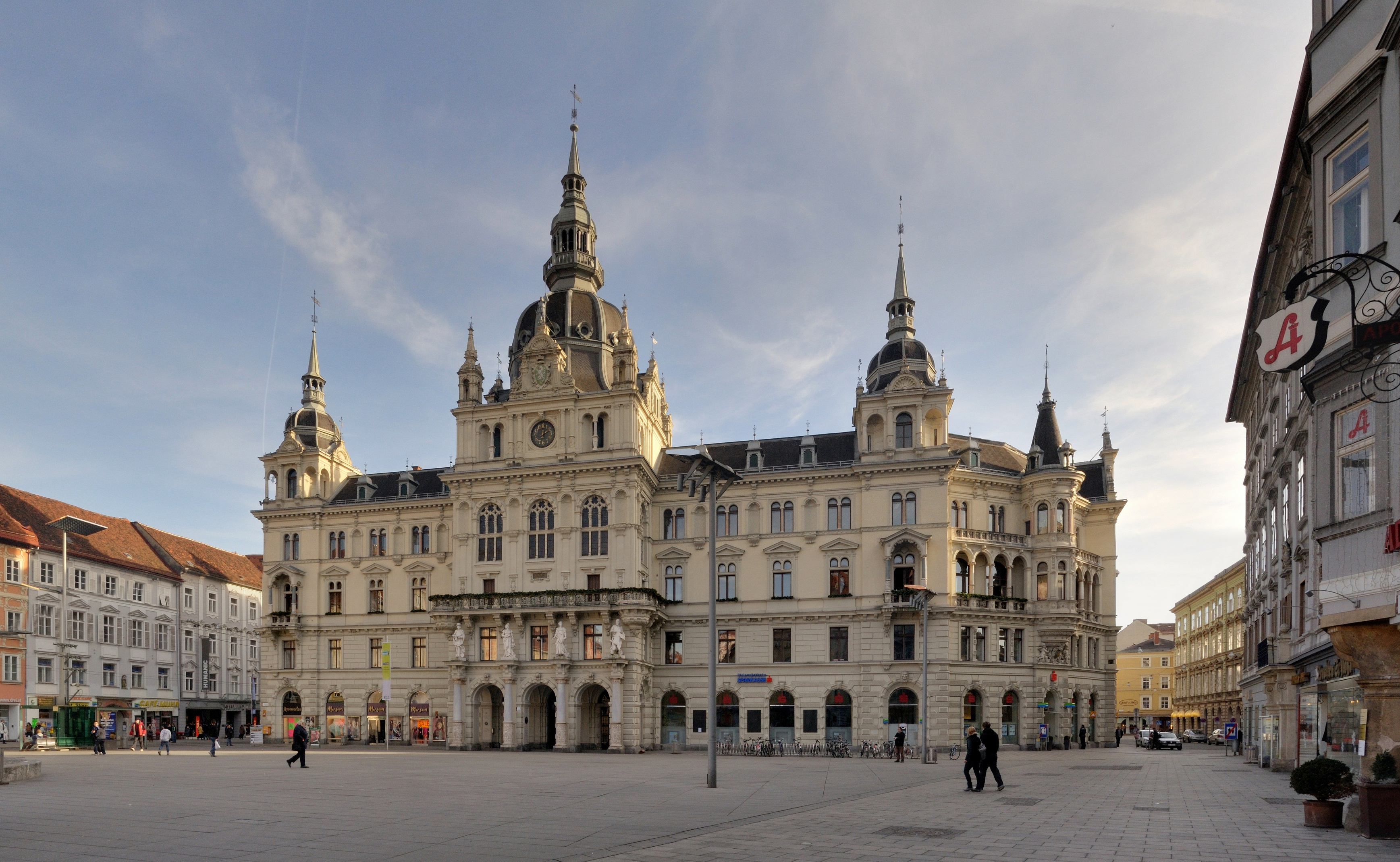
Mairie de Graz

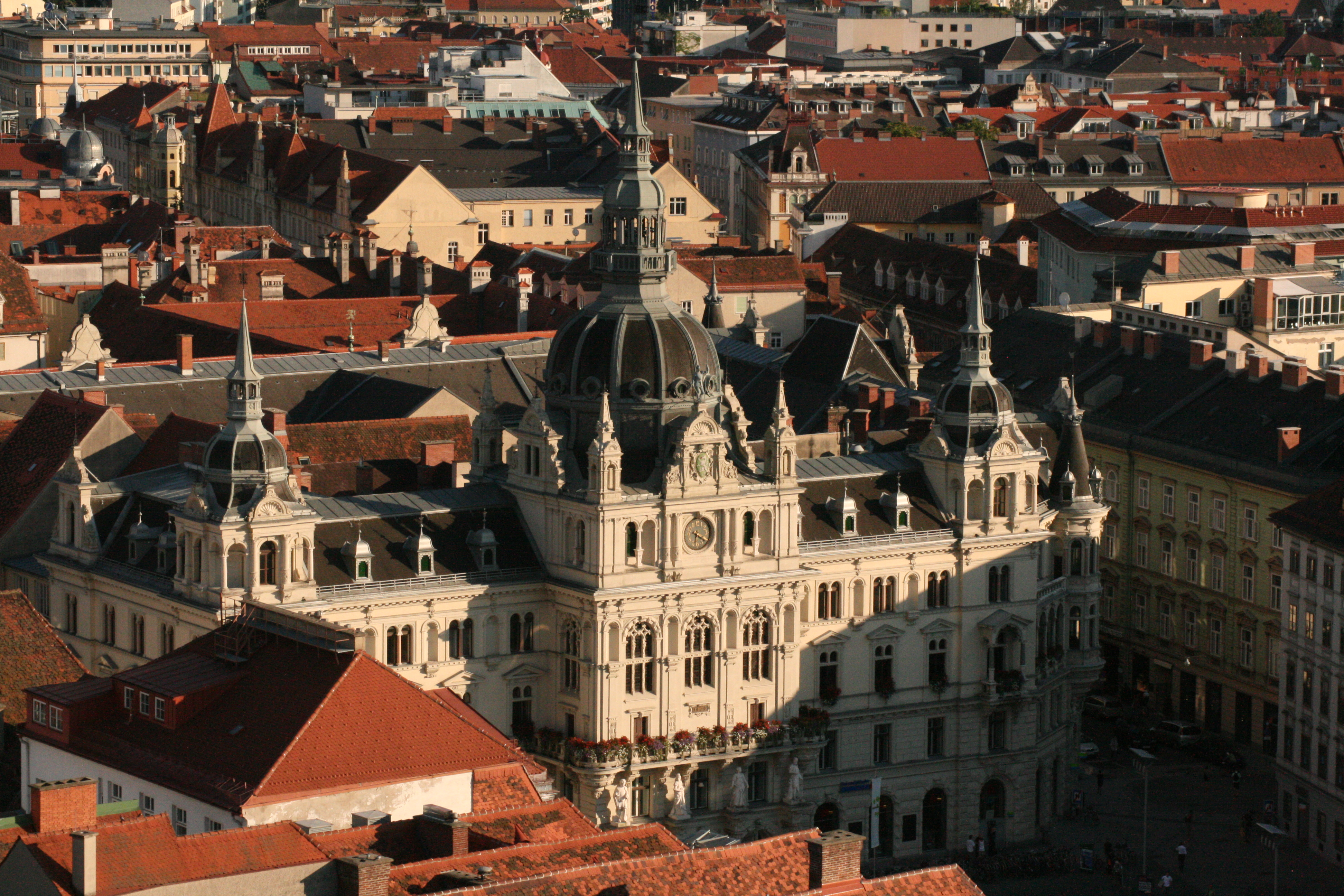
Vue de la mairie depuis le Schloßberg

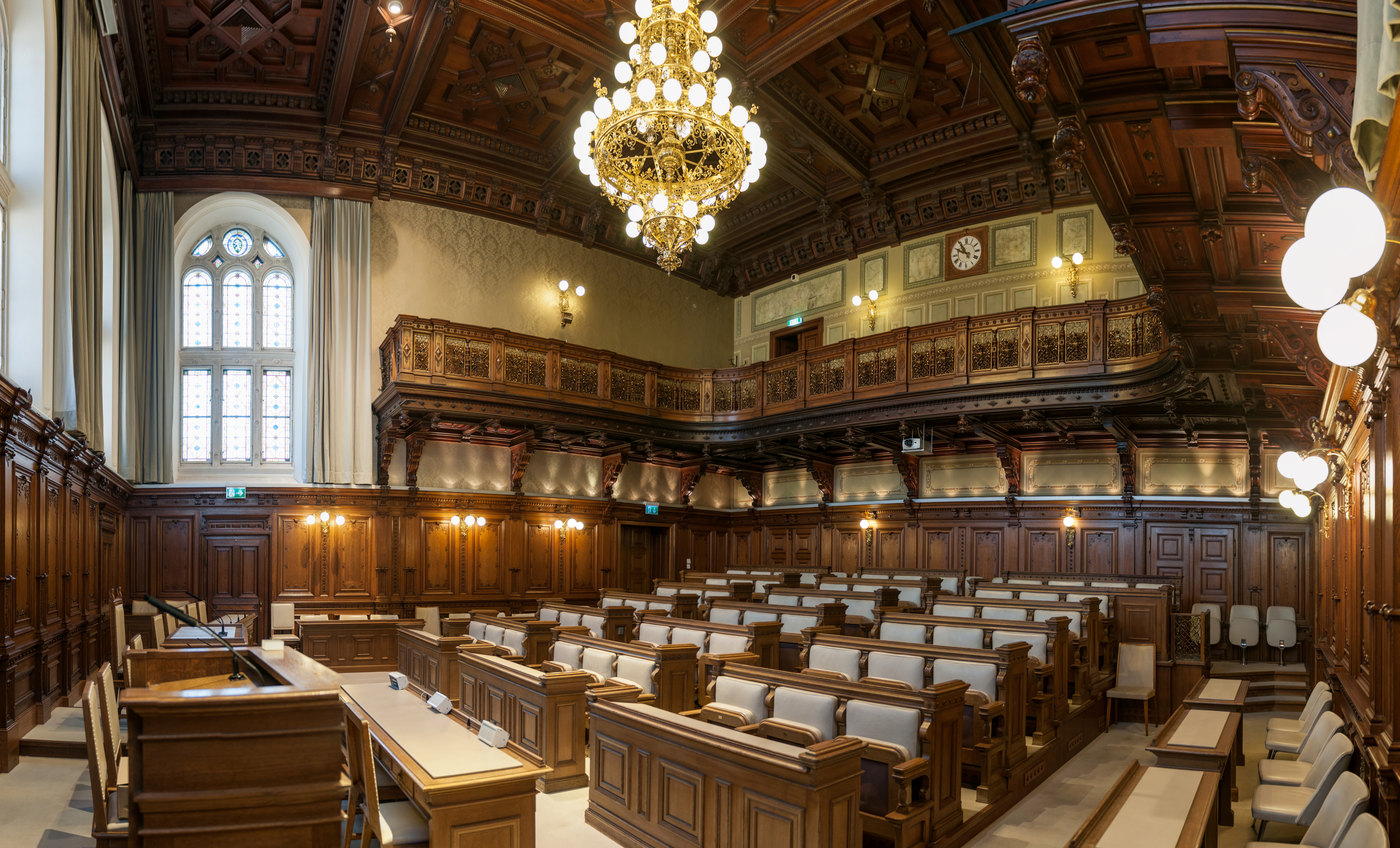
Salle de réunion du conseil municipal

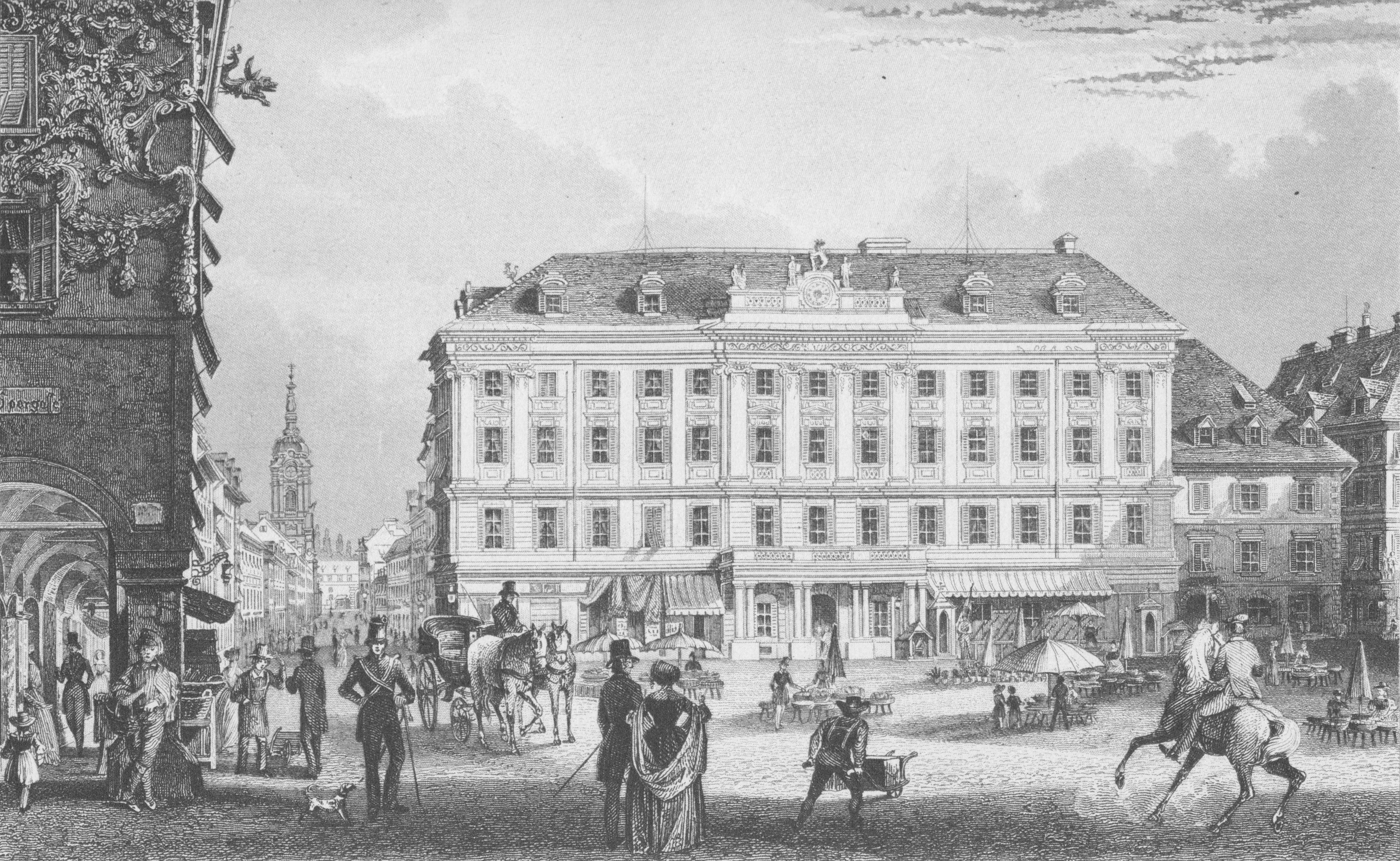
Ancien hôtel de ville, gravure sur acier par Conrad Kreuzer (1843)

L'hôtel de ville de Graz abrite le siège officiel du maire de Graz, le conseil municipal et une partie de l'administration municipale.

## Bâtiments précédents
Le premier hôtel de ville de Graz a été construit dans la Judengasse en 1450. Ce bâtiment, connu sous le nom d'ancienne chancellerie, devint vite trop petit et c'est ainsi qu'un nouvel hôtel de ville de style Renaissance fut construit en 1550 à l'emplacement actuel sur la place principale. Ce bâtiment était très simple et décoré que d'ornements dans les coins. À l'époque, il abritait également le garde principal et une prison au troisième étage. En 1803, le bâtiment a été démoli et remplacé par un nouveau bâtiment de style classique, qui a été construit entre 1805 et 1807 selon les plans de Christoph Stadler. La construction a coûté 150 000 florins, qui ont été collectés grâce à une taxe sur le vin spécialement introduite. Un agrandissement de l'hôtel de ville a commencé en 1869. En 1887, un nouveau bâtiment a été commencé selon les plans des architectes Alexander Wielemans et Theodor Reuter, mais cela comprenait des parties de l'ancien bâtiment. Les bâtiments des environs ont été achetés pour agrandissement, mais comme les propriétaires des Herrengasse 4, 6 et 8 se sont défendus avec succès contre la démolition, les plans n'ont pas pu être pleinement mis en œuvre. Dans les années 1960, le « débroussaillage » de la façade historique richement structurée de l'hôtel de ville et une refonte simplifiée dans le sens de l'ancien bâtiment classique étaient en débat. Cependant, lors d'un référendum en juillet 1966, les habitants de Graz décidèrent à une large majorité (83 %) pour le maintien de la façade familière.

## La mairie aujourd'hui
L'image d'aujourd'hui de l'ancien hôtel de ville historiciste correspond en grande partie à celle de la dernière étape d'expansion ; l'aile sud du bâtiment est datée de 1889, l'aile principale de 1893. Seule la décoration classique de la façade a été partiellement simplifiée en 1922. La plupart des personnages de niche ont été perdus; seuls deux personnages en grès (Landsknechte) et un buste en grès sont restés sur le front occidental. Les figurines originales proviennent des artistes Hans Brandstetter, Karl Lacher, Karl Peckary, Emanuel Pendl et Rudolf Vital. Les figures de niche montrent des Autrichiens importants (tels que les empereurs des Habsbourg) et les quatre grandes allégories "L'Art", "La Science", "Le Commerce" et "Le Commerce". Ceux-ci ont été recréés à partir de 2001 et placés à leur place d'origine.

## Liens web
- La mairie de Graz sur le site de la ville